# 二人の女
『二人の女』（ふたりのおんな、仏：Le Voyage en Douce）は、1980年公開のフランスの映画。
1980年に第30回ベルリン国際映画祭コンペティション部門で上映された。

## キャスト
- エレーヌ：ドミニク・サンダ
- ルーシー：ジェラルディン・チャップリン
- デニス：ジャック・ザボル（フランス語版）
- ジャン・クリュベリエ
- ヴァレリー・マステルソン
- マリー・セシル・ル・ベイリー